# Vrbno (Hořín)
Vrbno je vesnice, část obce Hořín v okrese Mělník ve Středočeském kraji. Nachází se asi 2,5 kilometru jihozápadně od Hořína. Vesnice leží na levém břehu Vltavy. Je zde evidováno 81 adres. Trvale zde žije 98 obyvatel.
Vrbno leží v katastrálním území Vrbno u Mělníka o rozloze 2,85 km².

## Historie
Současné Vrbno u Mělníka, jehož území bylo opakovaně osídleno již od poloviny 5. tisíciletí př. n. l., vzniklo patrně v 11. století. První písemná zmínka o vesnici pochází z roku 1241. Ves byla rozdělena mezi majitele mělnického panství a vrbenský vladycký rod Mléčků z Vrbna, později mezi Řád Křižovníků s červenou hvězdou a mělnické panství. Vrbno, Zelčín a Úpor vytvořily v polovině 19. století společnou obec, jejíž kulturní život se rozvíjel v rámci Rolnické besedy a vrbenské školy, poprvé doložené v roce 1764. Nejvýraznější osobností Vrbna u Mělníka byl jednatel Rolnické besedy a řídící učitel František Karel Opa (1849–1914). V roce 1960 byla většina vrbenské obce sloučena s obcemi Hořín a Brozánky. Vrbno u Mělníka si zachovalo svůj starobylý ráz, a proto bylo jeho centrum zapsáno mezi vesnické památkové zóny. Ve Vrbně u Mělníka byly natáčeny filmy a seriály, např. Cirkus Humberto, Dobrodružství kriminalistiky, Komisař Maigret, Bídníci aj.
Ve vsi Vrbno s 496 obyvateli (v roce 1932 samostatné vsi, která se ale v roce 1960 stala součástí obce Hořín) byly evidovány tyto živnosti a obchody: holič, 3 hostince, kolář, 2 kováři, krejčí, 2 obuvníci, pekař, obchod s lahvovým pivem, pokrývač, 5 rolníků, řezník, 2 obchody se smíšeným zbožím, trafika, truhlář, velkostatek Úpor, zahradnictví. Součástí obce byla katastrální území Vrbno u Mělníka na obou březích a Zelčín na levém břehu řeky Vltavy.

### Povodně
Ves byla odnepaměti ohrožována povodněmi. Zatím nejhorší z nich přišla v roce 2002, kdy se protrhla sypaná hráz východně od středu vsi. Následné zatopení téměř celého Vrbna s výjimkou ulice „Na Skalce“ vedlo k demolici 30 stavení. Nemalé škody za sebou zanechala i povodeň v červnu 2013, kdy se pod tlakem vltavské vody protrhly hráze mezi Vrbnem a sousedním Zelčínem.

## Obyvatelstvo
| Rok            | 1869 | 1880 | 1890 | 1900 | 1910 | 1921 | 1930 | 1950 | 1961 | 1970 | 1980 | 1991 | 2001 | 2011 | 2021 |
| -------------- | ---- | ---- | ---- | ---- | ---- | ---- | ---- | ---- | ---- | ---- | ---- | ---- | ---- | ---- | ---- |
| Počet obyvatel | 441  | 532  | 504  | 435  | 436  | 413  | 387  | 340  | 266  | 247  | 198  | 137  | 98   | 104  | 126  |
| Počet domů     | 45   | 60   | 60   | 58   | 63   | 65   | 78   | 85   | 85   | 71   | 61   | 77   | 76   | 55   | 63   |

## Obecní správa

### Územněsprávní začlenění
Dějiny územněsprávního začleňování zahrnují období od roku 1850 do současnosti. V chronologickém přehledu je uvedena územně administrativní příslušnost obce v roce, kdy ke změně došlo:
- 1850 země česká, kraj Praha, politický i soudní okres Mělník[10]
- 1855 země česká, kraj Praha, soudní okres Mělník[10]
- 1868 země česká, kraj Praha, politický i soudní okres Mělník[10]
- 1939 země česká, Oberlandrat Mělník, politický i soudní okres Mělník[11]
- 1942 země česká, Oberlandrat Praha, politický i soudní okres Mělník[12]
- 1945 země česká, správní i soudní okres Mělník[13]
- 1949 Pražský kraj, okres Mělník[14]
- 1960 Středočeský kraj, okres Mělník, obec Hořín[15]

V roce 1960 byly sloučeny obec Hořín, Brozánky a Vrbno u Mělníka do jediné obce se sídlem v Hoříně. Součástmi obce Hořín jsou tedy od roku 1960 přidružené části Hořín, Brozánky, Vrbno a Zelčín.

## Pamětihodnosti
Střed obce je od roku 2004 zapsán na seznamu vesnických památkových zón.
- areál kostela Povýšení svatého Kříže z 12. století s kaplemi sv. Barbory a sv. Jana Nepomuckého ze 17. a 18. století[18]
- objekt římskokatolického farního úřadu čp. 1 z roku 1862
- objekt vrbenské školy čp. 60 z roku 1878 s geografickými nástěnnými malbami
- objekt hostince čp. 27
- venkovská usedlost čp. 21[19]
- výklenková kaple nejsvětějších pěti ran Kristových na návsi z roku 1705
- památník obětem Světové války z roku 1919
- Laterální plavební kanál Mělník–Vraňany z roku 1905

## Významní rodáci
- František Beneš (1847–?), správce velkostatku v Předklášteří, poslanec Moravského zemského sněmu
- Čeněk Hausmann (1826–1896), profesor mechaniky a rektor ČVUT
- doc. MUDr. František Mydlil (1913–1967), ředitel žamberské plicní léčebny

## Turistika
Vesnicí vede cyklotrasa č. 2 Kralupy nad Vltavou – Mělník – Litoměřice – Ústí nad Labem – Děčín.